# Chodovice
Chodovice je vesnice, část obce Holovousy v okrese Jičín. Nachází se asi 1 km na východ od Holovous. V roce 2009 zde bylo evidováno 101 adres. V roce 2001 zde trvale žilo 215 obyvatel.
Chodovice leží v katastrálním území Holovousy v Podkrkonoší o výměře 9,29 km2.

## Historie
První písemná zmínka o obci pochází z roku 1143.

## Pamětihodnosti
- Kostel svatého Bartoloměje
- Socha sv. Terezie